# Internet Cache Protocol
O Internet Cache Protocol (ICP) é um protocolo internet que é usado por servidores de cache web (proxys) para trocarem entre si informações sobre o conteúdo da sua cache.

## Funcionamento
Quando um utilizador acede a um servidor para obter, por exemplo, uma página web o servidor proxy do outro lado, vê se tem essa página em cache, caso não tenha e existam alguns proxys vizinhos que ele conhece, comunica com eles via ICP para saber se têm essa página, em vez de ir obter essa página à fonte. Caso o vizinho tenha, pede-a, senão tem mesmo que ir o site onde a página está alojada.